# K.d. lang
K.d. lang   (Edmonton, 2 de novembre de 1961) és una cantautora de country i pop, actriu i productora discogràfica canadenca que ha obtingut diversos premis Juno i Grammy per les seves actuacions musicals.
L'artista escriu el seu nom en minúscules, amb les inicials dels noms de pila juntes i sense espai entre elles.
Més enllà de la seva música, també és coneguda per defensar els drets dels animals, ja que és vegetariana, i també una activista pels drets LGBT. Recentment ha començat a parlar públicament sobre les seves creences budistes.

## Biografia
Als nou mesos la seva família es va mudar a viure a les prades canadenques, on k.d. lang va créixer fascinada per la vida i la música de la cantant de country Patsy Cline, fins al punt de decidir fer carrera ella també com a cantant professional.
El 1983 forma una banda de tribut a Patsy Cline anomenada The Reclines, amb els quals va gravar l'àlbum de debut Friday Dance Promenade. L'any següent va sortir el disc A Truly Western Experience; aquest últim va rebre dures crítiques i va captar l'atenció canadenca. Això, però, no va evitar que seguís cantant en locals de country i western del país, i va fer diverses gravacions que van rebre crítiques molt positives, i fins i tot va guanyar un Premi Juno (1985) per la Vocalista femenina més prometedora.
L'any 1986 va signar un contracte amb un productor discogràfic de Nashville, Tennessee (EUA), i llavors la crítica la va aclamar pel seu àlbum de l'any següent, Angel with a Lariat.
Va captar l'atenció del públic estatunidenc per primera vegada quan va fer un tour amb Roy Orbison com una de les veus femenines del cor. La seva carrera va rebre una gran embranzida quan Orbison la va escollir per a gravar un duet amb el seu estàndard Crying, una col·laboració que els va fer guanyar un Premi Grammy a la Millor col·laboració de country vocal l'any 1989. Prèviament, la cançó ja havia estat utilitzada a la pel·lícula Hiding Out (1987).
1988 va marcar la sortida de Shadowland, un àlbum de balades country. El mateix any va interpretar el tema Turn Me Round durant la cerimònia de clausura de les Olimpíades d'hivern de Calgary, Alberta (Canadà), i també va fer les veus (juntament amb Jennifer Warnes i Bonnie Raitt) a Roy Orbison and Friends, A Black and White Night, un especial de televisió sobre Orbison.
El 1992 surt Ingénue, un àlbum de cançons més adultes de pop contemporani que quasi no mostrava influència country. Contenia el seu tema més popular, Constant Craving, amb vendes milionàries, l'entusiasme de la crítica i un Grammy a la Millor interpretació femenina de pop vocal. Aquest any fa la seva sortida de l'armari en una entrevista a la revista The Advocate.
Va contribuir fent la banda sonora de la pel·lícula de Gus Van Sant Even Cowgirls Get the Blues (1993), i també va fer una versió de Skylark per a l'adaptació al cinema de Midnight in the Garden of Good and Evil (1997), i el mateix any va interpretar Surrender als títols finals de Tomorrow Never Dies.
L'any 1996 va ser nomenada Oficial de l'Orde del Canadà com a reconeixement a la seva feina.
k.d. lang es va posicionar en el número 33 de la llista del canal de televisió VH1 Les 100 millors dones del rock&roll (1999), i en el 26 a la llista de la CMT Les 40 millors dones de la música country (2002), una de les úniques vuit dones que apareixen en ambdues; les altres set són: Linda Ronstadt, Patsy Cline, Dolly Parton, Tammy Wynette, Loretta Lynn, Lucinda Williams i Emmylou Harris.
El 2003 va obtenir el seu quart Grammy, aquest cop al Millor àlbum de pop vocal tradicional, per la seva col·laboració amb Tony Bennett en A Wonderful World.
El 2004 va sortir Hymns of the 49th Parallel, que incloïa versions de cantautors canadencs: Bruce Cockburn, Leonard Cohen, Joni Mitchell, Ron Sexsmith, Jane Siberry, i Neil Young. L'àlbum va obtenir el disc de platí al Canadà i el de multiplatí a Austràlia.
El 2006 va interpretar Constant Craving a la cerimònia d'inauguració dels Outgames mundials a Mont-real (Quebec).
El 5 de febrer del 2008 va publicar Watershed, el primer àlbum amb material original després de vuit anys d'haver vist la llum Invincible Summer (2000). El 3 de juny del mateix any es va anunciar que rebria una estrella al Passeig de la Fama del Canadà.

## Aparicions en pantalla
L'any 1991 protagonitzava la pel·lícula Salmonberries, on també hi interpretava el tema Barefoot. Tres anys més tard va sortir a la pel·lícula Teresa's Tattoo, una comèdia que comptava amb Tippi Hedren i Kiefer Sutherland, entre d'altres.
El 1997 va aparèixer a la mini-sèrie de televisió L'últim Don, una adaptació de la novel·la de Mario Puzo. Uns anys més tard sortia a Eye of the Beholder (1999), amb Ashley Judd i Ewan McGregor, i va tenir un paper no acreditat com a cantant a The Black Dahlia, de Brian de Palma.
També ha aparegut a un capítol de la sèrie de televisió Ellen, protagonitzada per l'actriu Ellen DeGeneres.

## Activisme
k.d. lang, que es va declarar lesbiana en una entrevista de la revista d'actualitat LGBT The Advocate l'any 1992, ha fet campanya activament pels drets dels homosexuals. Durant els anys, ha actuat i donat suport a moltes causes, incloent-hi la cura i la investigació per la Sida i el VIH. La seva versió del tema de Cole Porter So in Love apareix a Red Hot + Blue, un disc editat per Red Hot, una organització benèfica que lluita contra la Sida.
La seva postura vegetariana sobre els drets dels animals, així com la campanya "Meat Stinks" ("La carn empesta"), ha creat molta controvèrsia, particularment a la seva terra natal, ja que Alberta és un centre important de la indústria ramadera.
k.d. va aparèixer a la portada d'agost de 1993 de la revista Vanity Fair. La fotografia la mostrava asseguda a una cadira de barberia mentre la model Cindy Crawford semblava que li afaités amb navalla. La publicació contenia un article sobre la cantant, qui comentava que inicialment va pensar que la indústria musical del country la condemnaria a l'ostracisme quan sortís de l'armari. En canvi, es va trobar que Nashville la va acceptar i que els seus àlbums se seguien venent. D'altra banda, quan va aparèixer en un anunci per a PETA, la ciutat es va mostrar menys impressionada, atès a la relació entre la música country i la ramaderia.
L'abril del 2008 va passar uns dies a Melbourne (Austràlia), com a editora convidada pel diari The Age. Això va ser una connexió amb el seu suport als temes de drets humans al Tibet. El dia 24 del mateix mes es va unir als protestants pro-Tibet a Canberra quan el relleu de la torxa dels Jocs Olímpics d'estiu de Pequín va passar per la capital australiana.

## Discografia
Àlbums d'estudi
- Friday dance promenade (1983)
- A Truly Western Experience (1984)
- Angel With A Lariat (1987)
- Shadowland (1988)
- Absolute Torch and Twang (1989)
- Ingénue (1992)
- Even Cowgirls Get The Blues (Banda sonora de la pel·lícula) (1993)
- All You Can Eat (1995)
- Drag (1997)
- Invincible Summer (2000)
- Live by Request (2001)
- A wonderful world (amb Tony Bennett) (2002)
- Hymns of the 49th Parallel (2004)
- Reintarnation (2006)
- Watershed (2008)

Recopilacions i àlbums en viu
- Live by Request (2001)
- Reintarnation (2006)

Contribucions en bandes sonores
- Hiding Out (1987) - tema Crying, amb Roy Orbison
- Salmonberries (1991) - tema Barefoot
- Midnight in the Garden of Good and Evil (1997] - tema Skylark
- Tomorrow Never Dies (1997) - tema Surrender, els crèdits finals
- Home on the Range (2004) - tema Little Patch of Heaven
- Happy Feet (2006) - tema Golden Slumbers

Col·laboracions amb altres artistes
- Tema Crying, amb Roy Orbison (1987)
- Tema River, amb Madeleine Peyroux (Half the Perfect World, 2006)
- Tema We Had it Right, amb Nellie McKay (Pretty Little Head, 2006)
- Tema A Love Song, amb Anne Murray (Anne Murray Duets: Friends and Legends, 2007)

## Premis
- 1985: Juno a la vocalista femenina més prometedora de l'any[8]
- 1987: Juno a la vocalista femenina de l'any
- 1989: Grammy a la millor col·laboració de country vocal per Crying (amb Roy Orbison)[9]
- 1989: Juno a la vocalista femenina de l'any i a la Vocalista femenina de country de l'any
- 1990: Grammy a la millor cantant femenina de country vocal per Absolute Torch And Twang
- 1990: Juno a la millor vocalista femenina de country de l'any
- 1992: Premi American Music al nou artista favorit - adult contemporani
- 1993: Grammy a la millor interpretatació vocal pop femenina per Constant Craving
- 1993: Juno al millor àlbum de l'any, al millor compositor de l'any i al Productor de l'any
- 1993: Premi MTV al millor vídeo femení per Constant craving[10]
- 1995: Brit a la millor solista femenina internacional
- 1998: Premi GLAAD Vito Russo[11]
- 2004: Grammy al millor àlbum de pop vocal tradicional per A Wonderful World (amb Tony Bennett)
- 2006: Gemini a la millor interpretació o convidat en un programa de varietats o sèrie de televisió per Words to Music: The Canadian Songwriters Hall of Fame 2006, per la cançó Hallelujah.